# Hiki-gun

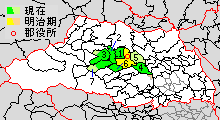
Lage des Kreises in Saitama mit Gemeindegrenzen des 21. Jahrhunderts, Meiji-Zeitliche Ausdehnung grün, gelb & orange, Sitz der Kreisverwaltung rot, heutiger Rest grün mit dazugewonnenen Gebieten hellgrün

Hiki (jap. 比企郡 Hiki-gun bzw. historisch gelesen Hiki no kōri) ist ein Landkreis (-gun/kōri) der japanischen Präfektur (-ken) Saitama. Seit 2006 besteht er aus sieben Gemeinden: den Städten (-machi) Namegawa, Ranzan, Ogawa, Kawajima, Yoshimi, Hatoyama und Tokigawa.
In seiner ursprünglichen modernen Ausdehnung umfasste der Landkreis auch die heutige kreisfreie Stadt (-shi) Higashi-Matsuyama, die ursprünglich nur Matsuyama hieß, aber bei der Fusion zur -shi in „Stadt Ost-Matsuyama“, Higashi-Matsuyama-shi, umbenannt wurde, um sie von der bereits seit 1889 bestehenden kreisfreien Stadt Matsuyama (Matsuyama-shi) in Westjapan zu unterscheiden, und einen Teil von Kawagoe. In dieser Form bestand Hiki seit 1896, als der alte Landkreis Hiki mit Yokomi (横見郡 Yokomi-gun) zu einem neuen Landkreis Hiki fusioniert wurden. Der alte Kreis Hiki war einer der Ritsuryō-Kreise der Provinz Musashi (Bushū) seit dem 1. Jahrtausend. Durchgehend zu Saitama gehört er seit der Teilung der Präfektur Kumagaya im Jahr 1876. Von der Reaktivierung der antiken Landkreise als moderne Verwaltungseinheit 1879 bis zur Abschaffung der Landkreise als Verwaltungseinheit 1926 befand sich die moderne Kreisverwaltung in der Stadt Matsuyama – von Anfang an als gemeinsame Kreisverwaltung für Hiki und Yokomi. Dort lag später auch das Regionalbüro Hiki (比企地方事務所 Hiki chihō-jimusho) während der temporären de-facto-Reaktivierung der Landkreise als Verwaltungseinheit im Zweiten Weltkrieg. Mit der Einrichtung der modernen Gemeinden 1889 bestand der alte Kreis Hiki zunächst aus zwei Städten und 23 Dörfern, und Yokomi aus vier Dörfern. Nach der Großen Shōwa-Gebietsreform der 1950er Jahre waren es noch acht Gemeinden.

## Gemeinden 1889
| Gemeindegliederung in Hiki (1–25) und Yokomi (31–34) 1889, heutige Gemeinden in Flächenfarben bzw. in weiß: 1896 zu Iruma | |
| - 1 松山町 Matsuyama-machi, Sitz der Kreisverwaltung, 1954 zu 東松山市 Higashi-Matsuyama-shi - 2 大岡村 Ōoka-mura, 1954 zu Higashi-Matsuyama-shi - 3 福田村 Fukuda-mura, 1954 zu 滑川村 Namegawa-mura (ab 1984 -machi) - 4 宮前村 Miyamae-mura, 1954 zu Namegawa-mura (ab 1984 -machi) - 5 唐子村 Karako-mura, 1954 zu Higashi-Matsuyama-shi - 6 菅谷村 Sugaya-mura, 1955 Neugründungsfusion, ab 1967 嵐山町 Ranzan-machi - 7 七郷村 Nanasato-mura, 1955 zu Sugaya-mura - 8 八和田村 Yawata-mura, 1955 zu Ogawa-machi - 9 小川町 Ogawa-machi, 1955 Neugründungsfusion, 1956 Eingliederung eines Teils von Yorii-machi aus dem Ōsato-gun - 10 竹沢村 Takezawa-mura, 1955 zu Ogawa-machi - 11 大河村 Ōkawa-mura, 1955 zu Ogawa-machi - 12 平村 Taira-mura, 1955 zu 都幾川村 Tokigawa-mura (dazu kam auch Ōkunugi-mura aus dem Chichibu-gun), 2006 zu einer neuen ときがわ町 Tokigawa-machi (andere Schreibung!) - 13 明覚村 Myōkaku-mura, 1955 zu Tokigawa-mura, 2006 zu Tokigawa-machi - 14 玉川村 Tamagawa-mura, 2006 zu Tokigawa-machi - 15 亀井村 Kamei-mura, 1955 zu 鳩山村 Hatoyama-mura (ab 1982 -machi) | - 16 今宿村 Imajuku-mura, 1955 zu Hatoyama-mura (ab 1982 -machi) - 17 高坂村 Takasaka-mura, 1954 zu Higashi-Matsuyama-shi - 18 野本村 Nomoto-mura, 1954 zu Higashi-Matsuyama-shi - 19 中山村 Nakayama-mura, 1954 zu 川島村 Kawajima-mura (ab 1972 -machi) - 20 伊草村 Igusa-mura, 1954 zu Kawajima-mura (ab 1972 -machi) - 21 出丸村 Demaru-mura, 1954 zu Kawajima-mura (ab 1972 -machi) - 22 三保谷村 Mionoya-mura, 1954 zu Kawajima-mura (ab 1972 -machi) - 23 八ツ保村 Yatsuho-mura, 1954 zu Kawajima-mura (ab 1972 -machi) - 24 小見野村 Omino-mura, 1954 zu Kawajima-mura (ab 1972 -machi) - 25 植木村 Ueki-mura, bei der Kreisfusion 1896 zum Iruma-gun (1939 zwischen Yoshino-mura und Furuya-mura geteilt, 1955 zu Kawagoe-shi) - 31 南吉見村 Minami-Yoshimi-mura („Dorf Süd-Yoshimi“), 1954 zu 吉見村 Yoshimi-mura (ab 1972 -machi) - 32 東吉見村 Higashi-Yoshimi-mura („Dorf Ost-Yoshimi“), 1954 zu Yoshimi-mura (ab 1972 -machi) - 33 北吉見村 Kita-Yoshimi-mura („Dorf Nord-Yoshimi“), 1954 zu Yoshimi-mura (ab 1972 -machi) - 34 西吉見村 Nishi-Yoshimi-mura („Dorf West-Yoshimi“), 1954 zu Yoshimi-mura (ab 1972 -machi) |